# Vie et mort (go)
Le concept de vie et mort (死活) d'un groupe de pierres est fondamental au jeu de go. Si un groupe est "vivant", il est imprenable par l'adversaire - les pierres resteront sur le goban (plateau de jeu) indéfiniment. Si le groupe est "mort", il sera tôt ou tard capturé (parfois après la fin de la partie), et les pierres seront retirées du goban.
L'idée de base est que, dans la plupart des cas, un groupe doit avoir, ou pouvoir former contre toute attaque, deux "yeux" (des libertés internes séparées) pour être vivant.

## Explication

### Liberté et yeux
|  |  |  |  |  |  |  |  |  |
|  |  |  |  |  |  |  |  |  |
|  |  |  |  |  |  |  |  |  |
|  |  |  |  |  |  |  |  |  |
|  |  |  |  |  |  |  |  |  |
|  |  |  |  |  |  |  |  |  |
|  |  |  |  |  |  |  |  |  |
|  |  |  |  |  |  |  |  |  |
|  |  |  |  |  |  |  |  |  |

|  |  |  |  |  |  |  |  |  |
|  |  |  |  |  |  |  |  |  |
|  |  |  |  |  |  |  |  |  |
|  |  |  |  |  |  |  |  |  |
|  |  |  |  |  |  |  |  |  |
|  |  |  |  |  |  |  |  |  |
|  |  |  |  |  |  |  |  |  |
|  |  |  |  |  |  |  |  |  |
|  |  |  |  |  |  |  |  |  |

Une liberté (en chinois : qì 氣, en japonais : dame 駄目) est un point vacant immédiatement adjacent, dans l'une des quatre directions orthogonales, à une pierre ou à un groupe de pierres de même couleur interconnectées. Un groupe doit avoir au moins une liberté pour exister sur le goban, un groupe dont la dernière liberté est supprimée (l'adversaire y pose une de ses pierres) est capturé et les pierres qui le constituaient sont retirées du goban (la plupart des règles interdisent le suicide, c'est-à-dire un coup qui supprimerait la dernière liberté d'un groupe sans rien capturer).
Un œil est une liberté interne au groupe. Un faux œil est une liberté dans un groupe qui n'est pas complètement connexe. Dans ce cas, un adversaire peut couper le groupe (capturer séparément chaque partie non connexe). Plus généralement, un ensemble ininterrompu de libertés internes est souvent appelé un grand œil, mais dans ce qui suit, le cas des grands yeux ne sera pas traité en détail.

### Groupe vivant
Si un groupe a un seul œil, et que cet œil constitue la dernière liberté du groupe, alors le groupe peut être capturé si l'adversaire pose une pierre dans cette unique liberté (c'est d'ailleurs le seul cas où l'adversaire peut jouer à un emplacement sans liberté - si, de ce fait, il peut capturer le groupe). Ce groupe est (pour le moment) mort. Mais si un groupe a deux yeux, donc deux libertés internes indépendantes, il ne peut pas être capturé, puisque l'adversaire ne peut pas supprimer simultanément ces deux libertés (s'il pose une pierre dans un œil, cette pierre sera immédiatement capturée). Un tel groupe est dit vivant ; ce groupe ne pourrait être capturé que si son propriétaire comblait lui-même volontairement un de ses yeux, ce qui ne peut arriver dans aucune des règles usuelles, celles-ci autorisant  les joueurs à passer leur tour.
| \| \| \| \| \| \| \| \| \| \| \| \| \| \| \| \| \| \| \| \| \| \| \| \| \| \| \| \| \| \| \| \| \| \| \| \| \| \| \| \| \| \| \| \| \| \| \| \| \| \| \| \| \| \| \| \| \| \| \| \| \| \| \| \| \| \| \| \| \| \| \| \| \| \| \| \| \| \| \| \| \| \| \| \| \| \| \| \| \| \| | Dans ce diagramme, on imagine que blanc essaie de capturer noir. - Blanc ne peut pas jouer directement en a (les règles interdisent le "suicide" d'une pierre). Le groupe en a n'est pas encore vivant, mais comme il conserve des libertés et qu'il n'est pas entouré, il pourra peut-être le devenir. Son statut est indéterminé. - Le groupe en b est mort. b est sa dernière liberté, blanc peut y jouer et capturer le groupe. - Le groupe en c et d est vivant. c et d sont les deux yeux. Si blanc essaie d'y jouer, sa pierre ne peut capturer le groupe, un tel coup serait un "suicide" de pierre, donc interdit. |  |  |  |  |  |  |  |
| | |  |  |  |  |  |  |  |
| | |  |  |  |  |  |  |  |
| | |  |  |  |  |  |  |  |
| | |  |  |  |  |  |  |  |
| | |  |  |  |  |  |  |  |
| | |  |  |  |  |  |  |  |
| | |  |  |  |  |  |  |  |
| | |  |  |  |  |  |  |  |
| | |  |  |  |  |  |  |  |

En général, la situation n'est pas encore claire quand un combat s'engage, et la détermination du statut final d'un groupe (mort contre toute défense, vivant contre toute attaque, dépendant de l'initiative, dépendant de la découverte d'une manœuvre astucieuse (tesuji), dépendant d'une bataille de ko, etc.) est une des questions les plus importantes en partie, et forme une catégorie de problèmes de go, le tsumego.

## Groupes morts en fin de partie
Un raisonnement naïf souvent tenu par des débutants découvrant le jeu est que puisqu'il faut quatre coups pour capturer une pierre, en poser une dans un territoire définitif de l'adversaire rapporte 3 points (on donne un prisonnier, mais on lui fait détruire quatre intersections). Les règles ont donc été ajustées pour que cela ne se produise pas ; la méthode japonaise (qui est celle que les occidentaux apprennent le plus souvent en premier) prévoit une procédure pénalisante pour les groupes morts qui subsistent sur le goban après les deux passes mettant fin à la partie : ils sont retirés du jeu et comptés comme prisonniers (ainsi, chaque pierre morte rapporte deux points à l'adversaire). La règle de décompte chinoise, qui ne compte pas les prisonniers, mais les zones contrôlées (vides, ou par des pierres), conduit essentiellement au même résultat, bien que cela ne soit nullement évident à première vue.
Un inconvénient non négligeable est qu'une procédure spéciale doit être prévue pour les cas où le statut d'un groupe serait contesté par un des joueurs. Les différentes règles officielles ont longtemps prévu l'intervention d'arbitres dans ce cas ; désormais, par exemple, la règle japonaise fournit une procédure uniforme (et complexe) faisant reposer le traitement des contestations sur les coups effectivement proposés par les joueurs.

## Statut durant la partie

### Généralisation
Même si les yeux d'un groupe ne sont pas complètement définis, on considère généralement un groupe "vivant" si l'adversaire ne peut y empêcher la formation des yeux par un joueur compétent (qui arrive à bien défendre sa position). Un groupe imprenable est donc "vivant", qu'il ait déjà des yeux ou pas. C'est une erreur courante de débutant que de chercher à tout prix à "créer les yeux" de son groupe, alors qu'un groupe assez vaste (par exemple ayant strictement plus de six libertés internes sur le bord ou au centre) comporte toujours potentiellement l'espace requis pour former les deux yeux (ou au moins pour survivre en seki), si du moins il ne forme pas un « territoire » si vaste qu'il puisse en fait être "envahi" par un groupe adverse.
Par extension, on définit donc le statut d'un groupe (théorique, c'est-à-dire en supposant que les joueurs jouent les séquences optimales) comme vivant s'il ne peut être capturé, mort s'il ne peut être sauvé, et instable si le résultat dépend du joueur qui commence.

### Exemples
| \| \| \| \| \| \| \| \| \| \| \| \| \| \| \| \| \| \| \| \| \| \| \| \| \| \| \| \| \| \| \| \| \| \| \| \| \| \| \| \| \| \| \| \| \| \| \| \| \| \| \| \| \| \| \| \| \| \| \| \| \| \| \| \| \| \| \| \| \| \| \| \| \| \| \| \| \| \| \| \| \| \| \| \| \| \| \| \| \| \| | Dans ce diagramme, on étudie les groupes de Noir. - Les deux groupes du haut sont vivants : si Blanc essaie d'attaquer dans l'une des positions marquées par un rond, Noir peut répliquer dans la position marquée voisine et créer les yeux qui lui sont nécessaires. - Le groupe en bas à gauche est instable : le premier à jouer dans la place marquée décide du sort du groupe (si c'est Noir, son groupe a alors trois yeux et il est vivant, si c'est Blanc il empêche ainsi Noir de défendre efficacement et le groupe noir est mort). - Le groupe en bas à droite est mort, quel que soit le joueur qui joue en premier (il faudrait que Noir joue deux coups consécutifs pour former deux yeux). |  |  |  |  |  |  |  |
| | |  |  |  |  |  |  |  |
| | |  |  |  |  |  |  |  |
| | |  |  |  |  |  |  |  |
| | |  |  |  |  |  |  |  |
| | |  |  |  |  |  |  |  |
| | |  |  |  |  |  |  |  |
| | |  |  |  |  |  |  |  |
| | |  |  |  |  |  |  |  |
| | |  |  |  |  |  |  |  |

Des exemples plus avancés sont étudiés dans l'article Tsumego.

## Quelques cas particuliers
Dans le cas où deux groupes s'entremêlent, et qu'aucun des joueurs ne peut tenter de prendre l'autre sans se faire prendre avant, on considère que les groupes en jeu sont vivants. C'est alors une configuration dite seki.
Dans le cas où un œil d'un groupe n'est pas complètement fermé, laissant une possibilité à l'adversaire de couper, il peut exister une situation de ko. La résolution du ko décide alors de la vie ou de la mort du groupe. C'est une situation plus courante dans les coins du goban. 